# Panonski limes
Panonski limes (latinski: Limes Pannonicus) je sjeverni dio dunavskog limesa; 420 kilometara utvrđene starorimske granice (limes) s brojnim utvrdama uz rijeku Dunav koju je dao izgraditi car August od 14. pr. Kr. do 31. godine za zaštitu panonskih pokrajina Rimskog carstva. Ovaj dio rimske granice, od Klosterneuburga u današnjoj Austriji do Beograda (Singidunum) u današnjoj Srbiji, raspada se između 20-ih i 30-ih godina 5. stoljeća.
Na prostoru današnje Slovačke najznačajniji ostaci panonskog limesa su utvrde Gerulata (Rusovce u Bratislavi) i Celemantia u Ižu (kod grada Komarno). Slovačka je nominirala svoj dio Panonskog limesa na srednjem Dunavu za upis na UNESCO-ov popis mjesta svjetske baštine u Europi.
Glavna značajka panonske granice je ta da zbog fizičke prepreke na Dunavu, nisu bili potrebne umjetne prepreke poput zidova ili zemljanih nasipa. Zbog toga je pravilni latinski naziv za ovaj tip granice ripa, a ne limes (iako je u širem smislu cijela rimska granica se nazvati limes). Ripa Pannonica u Mađarskoj leži uglavnom na desnoj obali Dunava, i u ukupnoj dužini od 415 km čine ga granične ceste, vojna mjesta na velikim otocima i na lijevoj obali Dunava, kao i mostobrani i poneka mjestima na lijevoj obali, utvrde, tornjevi, promatračnice, kao i srodna civilna naselja poput canabae na rubu utvrda i dva grada, Brigetio (Komoran) i Aquincum (Budimpešta). God. 2009., Mađarska je nominirala dio Panonskog limesa u Mađarskoj (Ripa Panonica) za upis na UNESCO-ov popis mjesta svjetske baštine u Europi.
Panonski limes na prostoru današnje Hrvatske i Srbije može se podijeliti na baranjski i srijemski dio. 
- Baranjski odsjek išao je od Murse (Osijek) do Batine i imao je utvrđeni vojni put. Kašteli su bili kod mjesta Batine, Ad Novas (Zmajevca, 7 km od Batine), Mursa Minor (Darda), Aureus Mons (Kamenac, 8 km od Zmajevca) i Albano (Luško, 8 km istočno od Zmajevca).
- Srijemski limes išao je od Teutoburgiuma (Dalj) do Taurunuma (Zemun). Uz njega je išao put od St. Budima do Starog Slankamena i dalje ka Zemunu. Važniji kašteli su kod S. Slankamena, kod Petrovaradina, Bononia (Banoštor), Onagrinum, Quctium (Ilok), Cornacum (Sotin). Istočno od S. Slankamena bila su utvrđenja kod Burgene (Novi Banovci), Ritium (Surduk) i kod Zemuna.

Najprije se sastojao od bedema s kulama od drveta, a potom od opeke ili kamena. Većina okupacijskih snaga bila je stacionirana u malim utvrdama, tornjevim stražarnicama, utvrđenim naseljima i utvrđenim mostobranima koji su izgrađeni u pravilnim razmacima duž rijeke. U slučaju nužde, te jedinice su dobivale potporu legija koje su imale svoje sjedište u četiri glavna vojna centra urbanog karaktera. Poznatiji stalni logori legija bili su: Castra Regina, Castra Batava, Pasau, Vindobona (Beč), Carnuntum, Aquincum, Altinum (Mohač), Ad Militare (Batina), Cusum (Petrovaradin), Acumincum (Stari Slankamen).
Panonija je tijekom više od 400 godina rimske vladavine bila jedna od najvažnijih pokrajina, pogotovo nakon napuštanja Dacije 271. godine, kada je Velika seoba naroda dodatno pritisnula granicu na ovom dijelu. Limes je također imao velik utjecaj na gospodarski i kulturni životu lokalnog civilnog stanovništva, jer je zaleđe bilo jedno od najvažnijih područja za opskrbu graničnih vojnih postrojbi, što je opet bilo jamstvo brzom romaniziranju pokrajine.
Dunavski limes bio jedan od najproblematičnijih područja u europskom dijelu Rimskog Carstva. Tijekom postojanja panonske granice na Dunavu Rimu je bio upleten u dugi niz sukoba s podunavskim germanskim i sarmatskim barbarima, ali i drugim doseljenim narodima do 5. stoljeća kada je prodor ovih plemena doveo do raspada Zapadnog rimskog carstva.

## Vanjske poveznice
- Livius.org: Limes  Arhivirana inačica izvorne stranice od 7. kolovoza 2008. (Wayback Machine)
- Ripa Pannonica (mađ.)
- Slike iz zraka, zemljovidi, bilješke  Arhivirana inačica izvorne stranice od 19. srpnja 2011. (Wayback Machine) (mađ.)